# Alexei Mateevici
Alexei (Alexe) Mateevici (Căinari, 1 de marzo de 1888-Chisináu, 24 de agosto de 1917) fue un poeta rumano de Besarabia. Se le conoce porque escribió Limba noastră, hoy el himno de Moldavia.

## Biografía
Nació en Căinari, al este de Besarabia, que en ese momento formaba parte del Imperio ruso, ahora se encuentra en la República de Moldavia. Estudió en la escuela de teología en Chisinau y publicó varios poemas (campesinos), en la UE (centanto), país (país) en el periódico Besarabia, Donde también publicó 2 artículos sobre el folclore moldavo. 
Mateevici publicó numerosos artículos sobre la religión en Moldova. Mateevici estudió en la Academia teológica de Kiev, donde se graduó en 1914. Ese mismo año se casó con Teodora Borisovna Novitski.

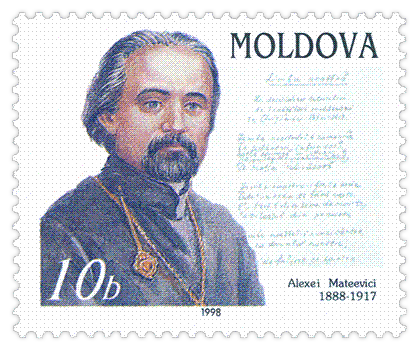
Sello moldavo con Alexei Mateevici

Luego regresó a Chişinău, donde se convirtió en profesor griego en la escuela de teología. Adepto del nacionalismo rumano, estuvo involucrado en el movimiento renacentista nacional de los rumanos basarabianos.

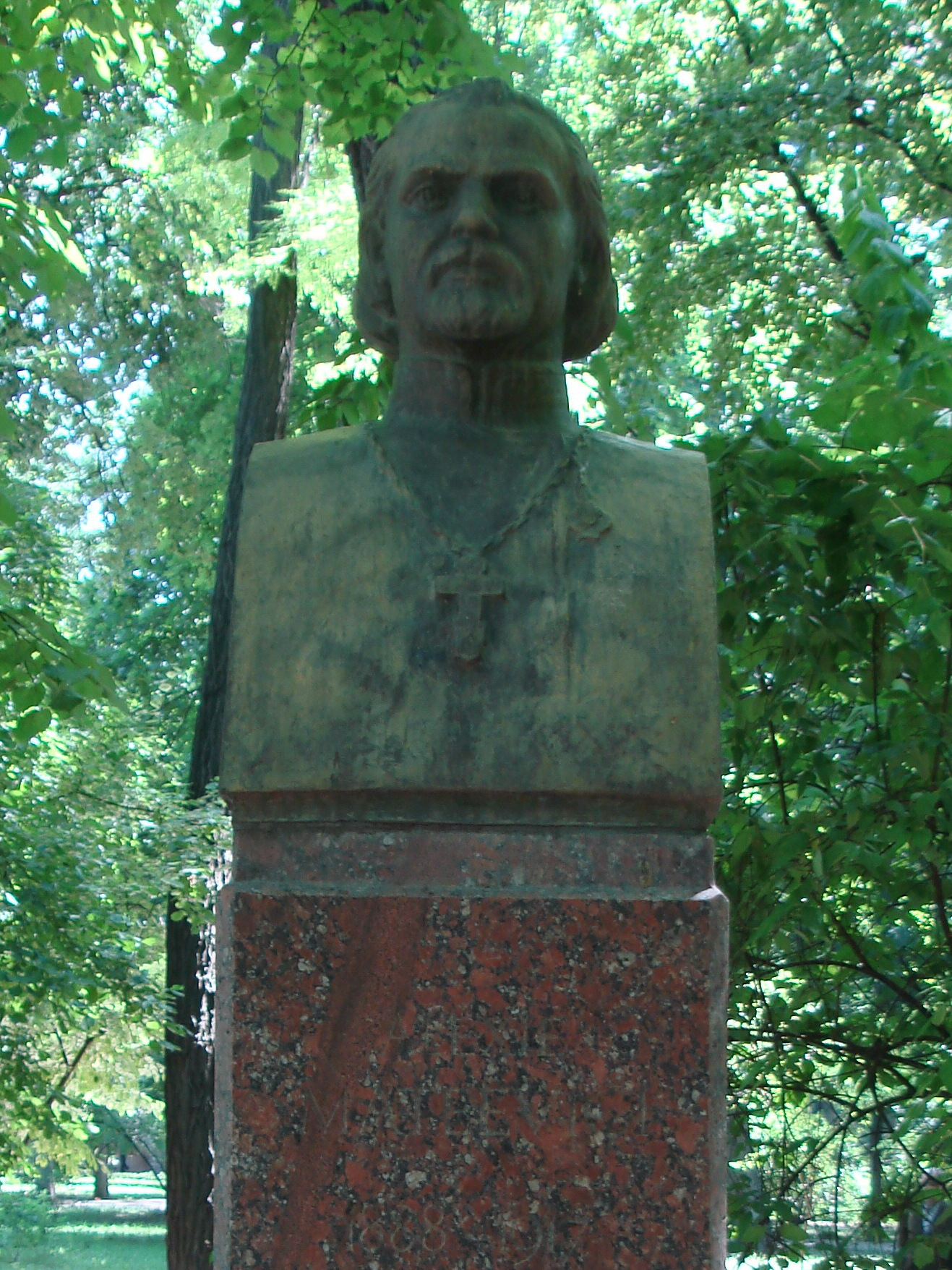
El busto de Alexei Mateevici de Chişinău

El 24 de agosto de 1917, murió de tifus a los 29 años de edad, pocos meses antes de la unificación de Besarabia con Rumania. Hoy, su memoria es honesta tanto en Rumania como en República de Moldova.